# Lo mejor de... Azrael
Lo mejor de... Azrael fue el primer disco recopilatorio del grupo de Heavy metal español Azrael, lanzado al mercado en el año 2006 por Locomotive Music sin la autorización de la banda y tras la salida de la misma de su discográfica.

## Contenido del disco
- Tarde ya
- Sacrificio
- Nada por nadie
- Mafia
- Tres… y el apocalipsis
- Noticia final
- Volver a nacer
- Mujer de hielo
- Vuela
- Nada que temer
- Azrael
- La noche cae

- Datos: Q5978008